# یکنواختی گونه‌ای
یکنواختی گونه (به انگلیسی: Species evenness) به این اشاره دارد که هر گونه در یک محیط چقدر از نظر تعداد نزدیک است. از نظر ریاضی به عنوان یک شاخص تنوع تعریف می‌شود، معیاری از تنوع زیستی است که میزان برابری جامعه را از نظر عددی کمّی می‌کند؛ بنابراین، اگر ۴۰ روباه و ۱۰۰۰ سگ وجود داشته باشد، جامعه خیلی یکنواخت نیست. اما اگر ۴۰ روباه و ۴۲ سگ وجود داشته باشد، جامعه کاملاً مساوی است. یکنواختی یک جامعه را می‌توان با شاخص یکنواختی پیلو نشان داد.